# Suicide
Suicide és el nom d'un grup nord-americà de música electrònica, format per Alan Vega (cantant) i Martin Rev (orgue, sintetitzador i caixa de ritmes), en actiu des de la dècada dels anys 70.
Suicide foren els iniciadors del moviment musical No Wave, component i tocant peces que sovint rebutjaven les estructures típiques de les cançons pop; els seus conceptes i la seva posada en escena van influir grups i artistes d'estils molt diversos, tant del rock de l'època (com The Cars o Bruce Springsteen, que com a punt final dels seus concerts del 2005 tocava una versió amb orgue de "Dream Baby Dream") com del synthpop de principis dels anys 80 (com Soft Cell) i l'onada electroclash.

## Biografia
Rev i Vega, tots dos originaris de Nova York (del Bronx i de Brooklyn, respectivament), es conegueren a l'espai The Project of the Living Artists, un local creat mitjançant una beca del State Council of Arts on s'organitzaven diverses exposicions i actuacions; Martin tocava a un grup de jazz anomenat Reverend B, mentre Alan Vega feia exposicions de les seves escultures i participava en un grup de música electrònica. Alan actuà en una ocasió amb Reverend B, on conegué a Martin Rev; tots dos compartien un sentiment de rebuig per la tradició musical dels anys 60.
El primer concert de Suicide tingué lloc a finals de 1970, al Project of the Living Artists; en aquella època Suicide eren un trio, amb Alan a les veus, Martin com a bateria i amb un guitarrista com a tercer membre, que tanmateix no trigaria a deixar el grup. Els primers concerts de Suicide com a duet tingueren lloc a Manhattan, davant d'un públic format bàsicament per artistes.
A mesura que passava el temps, Suicide refinaren el seu estil i crearen un grup de seguidors, entre ells grups novaiorquesos com els New York Dolls —amb qui van actuar en diverses ocasions el 1975, quan Rev ja havia adquirit una caixa de ritmes i un orgue Farfisa primitiu, amb el qual creava textures i melodies minimalistes que servien de complement a les lletres de Vega, que cantava amb un estil que recordava al dels cantants de rockabilly dels anys 50—; també actuaren com a teloners dels Ramones al local CBGB's, de Manhattan. Aquestes actuacions sovint derivaven en enfrontaments entre la banda i el públic.
Suicide publicaren dos discos, tots dos anomenats simplement Suicide, el 1977 i el 1980, aquest últim produït per Ric Ocasek, líder de The Cars. Després de la publicació del primer disc participaren en diverses gires, a la Costa Est nord-americana i al continent europeu, com a teloners de The Clash i Elvis Costello.
El 1986, Alan Vega col·laborà amb Sisters of Mercy al seu disc "Gift"; el 2002 Rev i Vega publicaren el tercer disc de Suicide, anomenat American Supreme. Tant Rev com Vega han publicat nombrós material en solitari.
El 16 de juliol de 2016 Alan Vega morí a l'edat de 78 anys.